# Tony Smith (giocatore di football americano)
Tony Smith (Chicago, 29 giugno 1970) è un ex giocatore di football americano statunitense che ha giocato nel ruolo di running back nella National Football League (NFL).

## Biografia
Dopo avere giocato a football al college alla Southern Mississippi University, Smith fu scelto come 19º assoluto nel Draft NFL 1992 dagli Atlanta Falcons, che avevano acquisito la scelta nell'ambito dello scambio che aveva portato ai Green Bay Packers Brett Favre, suo ex compagno di squadra al college. Smith non giustificò mai il suo status di alta scelta nel draft, segnando solo due touchdown nella sua stagione da rookie, gli unici della carriera su corsa. Nel 1995 e 1996 fu parte dei neonati Carolina Panthers, senza mai scendere in campo.

## Statistiche
| Yard corse         | 329 |
| Touchdown su corsa | 2   |